# Stanisław Olszewski

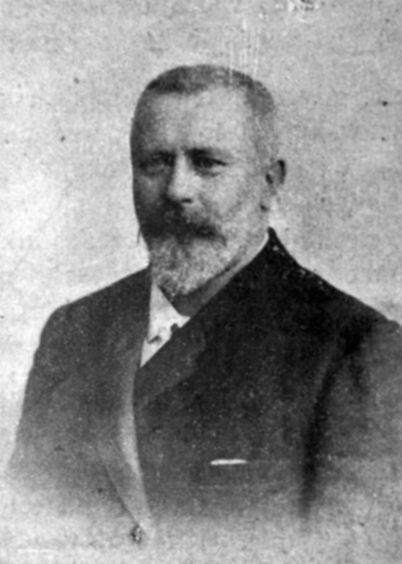
Stanisław Olszewski, Foto aus der Wochenzeitschrift Tygodnik Illustrowany von 1898

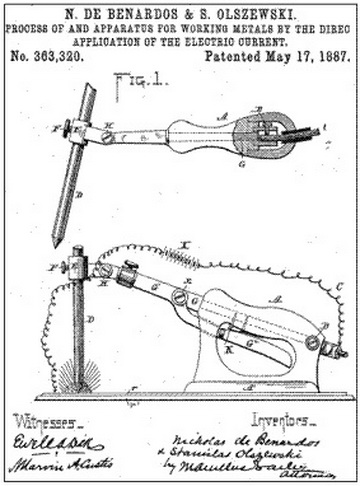
Patent für das Lichtbogenschweißen von Nikolai Benardos und Stanisław Olszewski, 1887

Stanisław Olszewski  (* 6. Januar 1852 in Warschau; † 15. Juli 1898 in Gießen) war ein polnischer Ingenieur und Erfinder, Miterfinder des Lichtbogenschweißens zusammen mit  Nikolai Benardos.
Er studierte an der Universität von Liège (Belgien). Nach seinem Abschluss im Fach Maschinenbau im August 1875 kehrte er nach Warschau zurück und bekam eine Anstellung beim Warschauer Maschinenbauunternehmen Lilpop, Rau und Loewenstein. Bald wurde er Generalvertreter dieses Unternehmens für Russland und Generalbevollmächtigter von drei russischen Unternehmen für Waggonbau, Schienen und Schienenzubehör. Gleichzeitig gründete er eine eigene Firma in Sankt Petersburg, wo er den größten Teil seines Lebens verbrachte.
In den Jahren 1881–1882 entwickelte er zusammen mit dem russischen Ingenieur Nikolai Benardos ein Verfahren zum Lichtbogenschweißen mit Kohleelektroden, das 1885 in Deutschland und in weiteren Staaten Patente erhielt, 1887 eins in den USA.
Stanisław Olszewski starb in Gießen, doch wurde er auf dem Powązki-Friedhof in Warschau beerdigt.